# Polygone de Petrie
Pour les articles homonymes, voir Petrie.

Le polygone de Petrie d'un octaèdre régulier est de forme hexagonale

En géométrie, un polygone de Petrie est donné par la projection orthogonale d'un polyèdre (ou même d'un polytope au sens général) sur un plan, de sorte à former un polygone régulier, avec tout le reste de la projection à l’intérieur. Ces polygones et graphes projetés sont utiles pour visualiser la structure et les symétries de polytopes aux nombreuses dimensions.
Chaque paire de côtés consécutifs appartient à une même face du polyèdre, mais pas trois. Cette définition s'étend aux polytopes de dimensions supérieures : chaque groupe de n – 1 côtés consécutifs appartient à une même hyperface du polytope, mais pas n.
Le polygone de Petrie d'un polygone régulier est lui-même, car il est déjà dans le plan de projection.

## Histoire
John Flinders Petrie, fils unique de l'égyptologue Flinders Petrie, naquit en 1907. Il montra à l'école de remarquables aptitudes en mathématiques. En se concentrant, il pouvait répondre aux questions sur des objets quadridimensionnels en les visualisant mentalement.
Il fut le premier à réaliser l'importance des polygones visibles seulement sous un certain angle par transparence, et dont les sommets n'étaient pas coplanaires, sur la surface des polyèdres et des polytopes des dimensions au-dessus. Il fut un grand ami de Coxeter, qui nomma ces polygones en son honneur. L'idée des polygones de Petrie a été étendue bien plus tard aux polytopes semi-réguliers.
En 1972, quelques mois après sa retraite, Petrie fut tué par une voiture alors qu'il essayait de traverser une grande route à côté de sa maison dans le Surrey.

## Polygones de Petrie des polyèdres réguliers
Les seuls polyèdres réguliers convexes sont les cinq solides de Platon. Le polygone de Petrie d'un polyèdre régulier {p, q} (voir symbole de Schläfli) possède h côtés, où
cos2(π/h) = cos2(π/p) + cos2(π/q).
Les polyèdres duaux, {p, q} et {q, p}, sont donc contenus par les mêmes polygones de Petrie.
|                      |                      |                     |                     |                      |
| tétraèdre            | cube                 | octaèdre            | dodécaèdre          | icosaèdre            |
|                      |                      |                     |                     |                      |
| centré sur une arête | centré sur un sommet | centré sur une face | centré sur une face | centré sur un sommet |
| 4 côtés              | 6 côtés              | 6 côtés             | 10 côtés            | 10 côtés             |
| V:(4,0)              | V:(6,2)              | V:(6,0)             | V:(10,10,0)         | V:(10,2)             |

Les polygones de Petrie sont les bords (en rouge) de ces projections orthogonales.
Les lignes bleues représentent les arêtes de devant, et les lignes noires les arêtes de derrière.
Les sommets, qui sont sur des cercles concentriques, sont comptés par "couches" à partir de l'extérieur jusqu'à l'intérieur, par la notation du polygone de Petrie :
V:(a,b,...) avec un 0 à la fin si la couche centrale est vide.

## Polygones de Petrie des polytopes réguliers de dimensions supérieures
Les polygones de Petrie pour les polychores réguliers {p, q, r} (voir symbole de Schläfli) peuvent également être déterminés.
Les polychores duaux {p, p, q} et {p, q, q} sont contenus par les mêmes polygones de Petrie.
| {3,3,3} pentachore (4-simplexe) 5 côtés V:(5,0) | {3,3,4} hexadécachore (4-hyperoctaèdre) 8 côtés V:(8,0)   | {4,3,3} tesseract (4-hypercube) 8 côtés V:(8,8,0) |
| {3,4,3} 24-cellules 12 côtés V:(12,12,0)        | {5,3,3} 120-cellules 30 côtés V:(30,60,30,606,30,60,30,0) | {3,3,5} 600-cellules 30 côtés V:(30,30,30,30,0)   |

Ensuite, comme l'a démontré Ludwig Schläfli, il n'y a pas plus de 3 polytopes réguliers par dimension, et cela dès la cinquième. 
Ces trois n-polytopes réguliers appartiennent respectivement à 3 grandes familles de polytopes : les n-simplexes, les hyperoctaèdres et les hypercubes.
Le polygone de Petrie pour un polytope régulier {p, q, r, … , w} peut aussi être déterminé.

### La famille des simplexes
Dans la famille des simplexes, tout n-simplexe est projeté dans un polygone à n + 1 côtés, avec les sommets à la périphérie.
Pour un simplexe, toutes les diagonales du polygone de Petrie sont tracées.
Les simplexes sont des polytopes auto-duaux : chaque simplexe est son propre dual, car la permutation des 3 de sa notation de Schläfli {3,3,3,...,3} est invariante.
| n = 1 {} segment 1-simplexe 2 côtés (le segment est alors considéré en tant que digone) V:(2,0) | n = 2 {3} triangle 2-simplexe 3 côtés V:(3,0) | n = 3 {3,3} tétraèdre 3-simplexe 4 côtés V:(4,0) | n = 4 {33} Pentachore 4-simplexe 5 côtés V:(5,0) | n = 5 {34} 5-simplexe 6 côtés V:(6,0)     |
| n = 6 {35} 6-simplexe 7 côtés V:(7,0)                                                           | n = 7 {36} 7-simplexe 8 côtés V:(8,0)         | n = 8 {37} 8-simplexe 9 côtés V:(9,0)            | n = 9 {38} 9-simplexe 10 côtés V:(10,0)          | n = 10 {39} 10-simplexe 11 côtés V:(11,0) |

### La famille des hypercubes
Dans la famille des hypercubes, tout n-hypercube est projeté dans un polygone à 2n côtés.
Les duaux respectifs des hypercubes {4,3,3,3,...,3} sont les hyperoctaèdres {3,3,3,...,3,4}.
| n = 1 {} segment (digone) 2 côtés V:(2,0)        | n=2 {4} carré 4 côtés V:(4,0)                     | n = 3 {4,3} cube 6 côtés V:(6,2)                              | n = 4 {4,32} tesseract 8 côtés V:(8,8,0)                            | n = 5 {4,33} penteract 10 côtés V:(10,10,10,2)                                                       |
| n = 6 {4,34} hexéract 12 côtés V:(12,12,24,12,4) | n = 7 {4,35 heptéract 14 côtés V:(14,14,28,145,2) | n = 8 {4,36} octéract 16 côtés V:(162,322,16,32,162,32,163,0) | n = 9 {4,37} ennéract 18 côtés V:(182,365,18,362,72,18,36,182,36,8) | n = 10 {4,38} décaract 20 côtés V:(202,402,20,402,20,40,20,403,(20,40,20,402)2,202,403,202,40,202,4) |

### La famille des hyperoctaèdres
Dans la famille des hyperoctaèdres, tout n-octaèdre est projeté dans un polygone de Petrie à 2n côtés.
Les duaux respectifs des hyperoctaèdres {3,3,3,...,3,4} sont les hypercubes {4,3,3,3,...,3}.
| n = 1 {} 2 côtés V:(2,0)                   | n = 2 {4} carré 4 côtés V:(4,0)             | n = 3 {3,4} octaèdre 6 côtés V:(6,0)       | n = 4 {32,4} 16-cellules 8 côtés V:(8,0)    | n = 5 {33,4} penta-croisé 10 côtés V:(10,0) |
| n = 6 {34,4} hexa-croisé 12 côtés V:(12,0) | n = 7 {35,4} hepta-croisé 14 côtés V:(14,0) | n = 8 {36,4} octa-croisé 16 côtés V:(16,0) | n = 9 {37,4} ennéa-croisé 18 côtés V:(18,0) | n = 10 {38,4} déca-croisé 20 côtés V:(20,0) |